# Deux-Sevi
Les Deux-Sevi (Duii Sevi) sont une microrégion de Corse située sur la façade occidentale de l'île, dans l'ancienne province de Vico. Il s'agit également du nom du canton constitué par ces communes. Ils sont aussi les Dui Sevi, « territoire de vie » du Parc naturel régional de Corse.

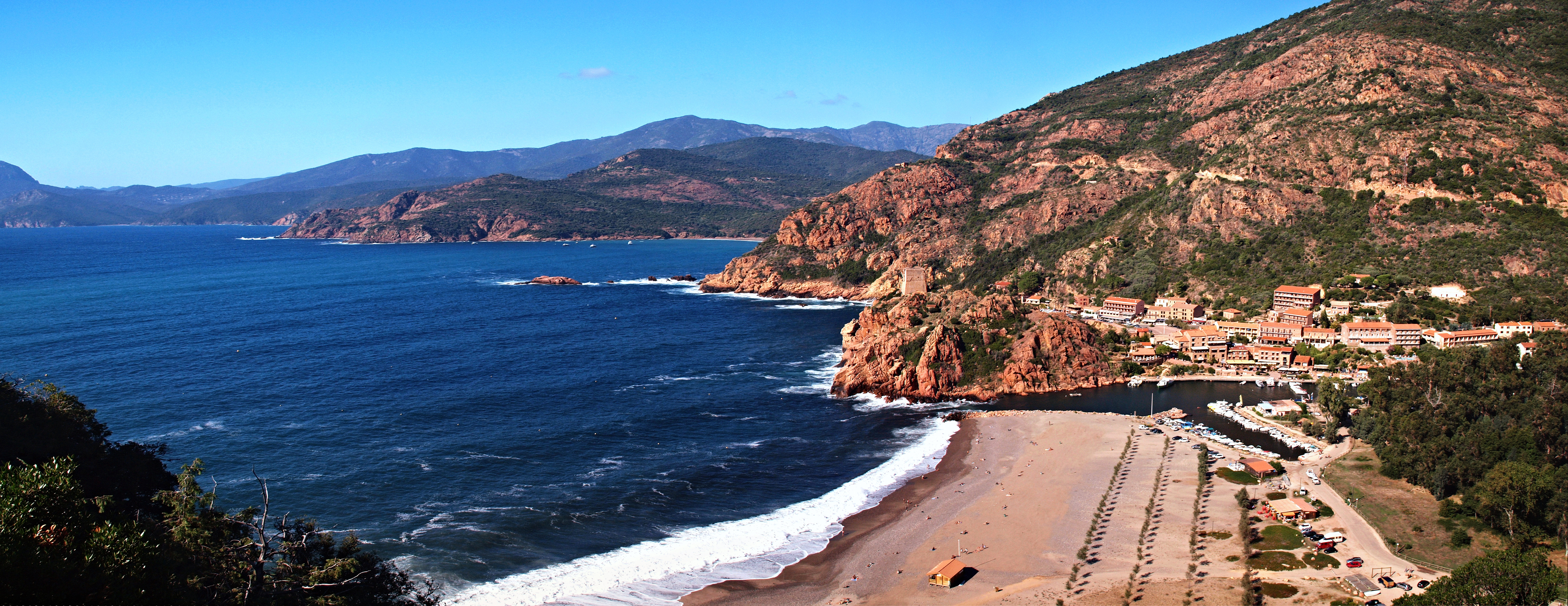
Golfe de Porto

## Géographie
Les Deux-Sevi sont situés sur la façade occidentale de l'île, coincés entre le Filosorma au nord et les Deux-Sorru eu sud. Ils occupent les territoires des anciennes pièves de Sevinfuori et de Sevenentro ainsi que le Sia.
Les habitants des Deux-Sevi sont appelés Sivinchi en corse.

### Relief

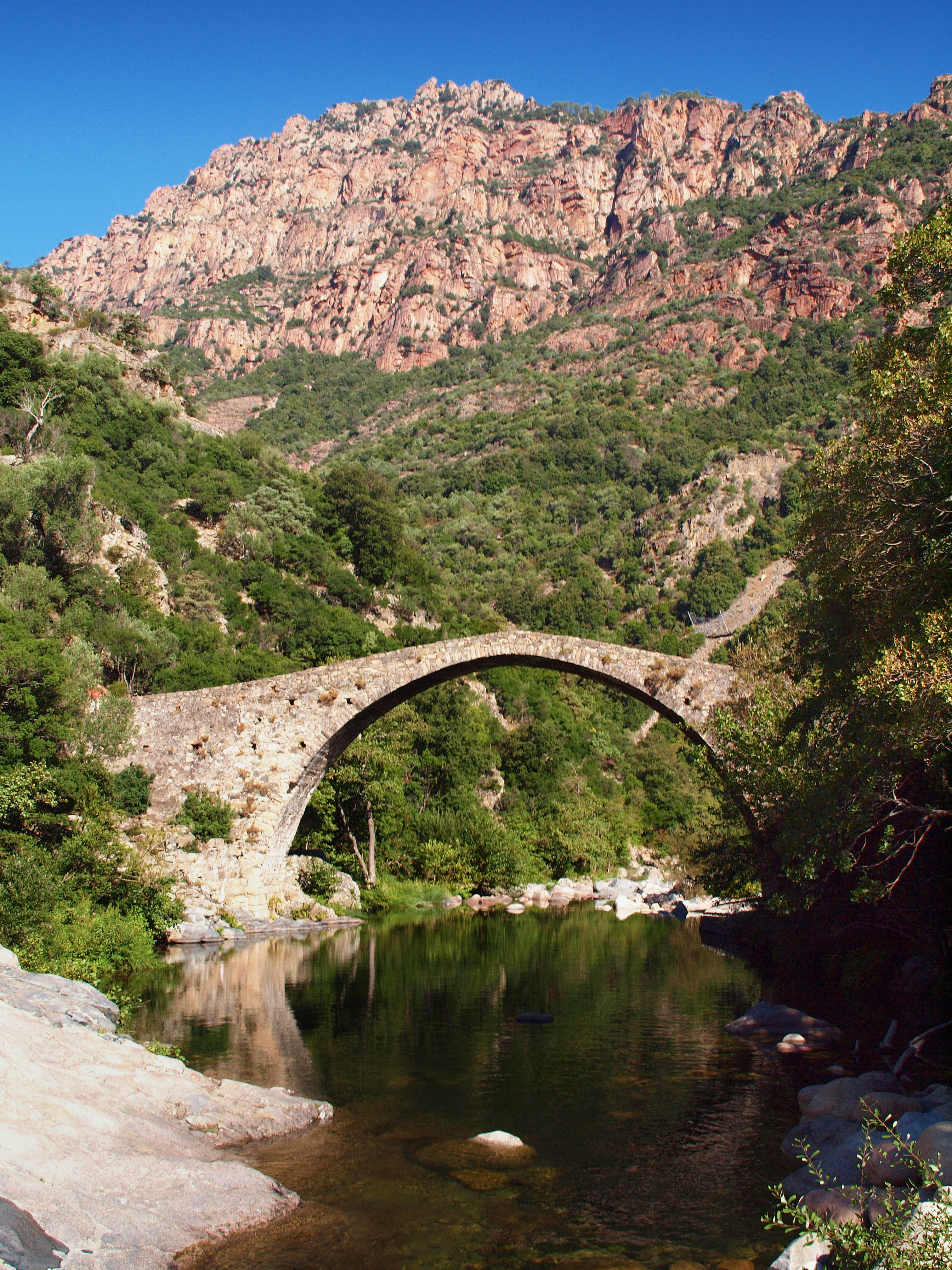
Pont de Pianella (Ota)

Son territoire se présente schématiquement sous la forme d'un triangle équilatéral dont le sommet est le col de Vergio, la base ses limites côtières et la hauteur la vallée du Porto. Le pourtour est marqué :
- à l'ouest et au sud par une façade maritime sur la mer Méditerranée, comprise entre l'île de Gargalo et Cargèse
- à l'est par une ligne de crête s'élevant jusqu'à Capu di Calazzu (1 081 m), se poursuivant ensuite par Capu a e Forbice (1 065 m) puis Bocca di Botta (905 m) jusqu'à l'altitude de 961 m, pour se diriger à l'est pour Monte Rotondu (671 m) « à cheval » sur Marignana, Balogna et Renno. 
Vient le ruisseau de Conche qui le sépare de Balogna jusqu'à sa source sous Capu a a Forcella (1 201 m). La démarcation suit ensuite une ligne de crête orientée sur Capu Sant'Anghjulu (1 273 m), le col de Sevi (1 101 m) que franchit la route D70, l'Incinosa ou Chieragella où se situe une borne à 1 310 m, Monte Russettu (1 435 m), Capu di Miloni (1 336 m), Capun di Farinetu où se trouve une autre borne à 1 316 m, jusqu'au sommet du Tritore « à cheval » sur Albertacce, Cristinacce et Letia. La démarcation passe par Bocca San Pedru (1 452 m), Capu a Rughia (1 712 m), le col de Vergio (1 478 m) franchi par la route D84, Pointe de Cricche (2 057 m), Bocca di Guagnerola (1 833 m) franchi par le Sentier de la transhumance pour relier le GR20, Capu di Guagnerola (1 967 m) et le Capu a e Ghiarghiole (2 105 m) « à cheval » sur Manso et Evisa.
- au nord, la limite démarre du Capu a e Ghiarghiole pour rejoindre la côte au niveau de la Scandola. La démarcation passe par Bocca di Capronale (1 329 m), A Tusella (1 422 m), Capu a a Penna (1 591 m), Capu Tosu (1 424 m), Capu a u Celu (1 586 m), Punta di a Scrucchiella (1 506 m), Capu a a Ghiallichiccia (1 619 m). La ligne de crête décline ensuite vers l'ouest, passant par Punta di Parma (1 199 m), Punta di Sant'Antone (928 m), Bocca di Melza « à cheval » sur Galéria, Manso, Serriera et Partinello, Punta Salisei (927 m), Punta di u Tartavellu (825 m), col de Palmarella (408 m) franchi par la route D81 et par le Sentier de randonnée Tra mare e monti, Punta di a Literniccia, Capu Licchia (639 m) et Capu Purcile (560 m) jusqu'à la Punta Palazzu et l'île de Gargalo.

Comme présenté ci-dessus avec les nombreux hauts sommets qui l'entourent, son territoire appartient à une chaîne de montagnes aux crêtes effilées créée lors de l'orogenèse alpine sur un socle hercynien de la fin de l'ère primaire. 
Sur une superficie de 400 km2, les cours d'eau sont tous orientés vers la mer. Pour ne citer que les plus importants, ils ont leur embouchure dans :
- le golfe de Girolata : ruisseau de Tuara, ruisseau de Novella
- le golfe de Porto : rivière de Porto, ruisseau de Vetricella, ruisseau de la Gratelle
- le golfe de Chiuni : fleuve Chiuni
- le golfe de Peru : ruisseau d'Esigna

## Composition
De nos jours, la région des Deux-Sevi est composée des communes de :
- Cargèse ;
- Cristinacce ;
- Évisa ;
- Marignana ;
- Osani ;
- Ota ;
- Partinello ;
- Piana ;
- Serriera.

### Accès
Les Deux-Sevi sont traversés par la route D81 qui relie Bastia à Ajaccio par le littoral occidental. Au-delà du col de Palmarella au nord, on trouve le Filosorma.
La route D84 qui relie Porto sur la D81 à la RN193 à Francardo dans la vallée du Golo, se fait via le col de Vergio et le Niolo.
Le dernier accès routier à ce secteur de Corse se fait par l'ancienne RN195 (actuelle D70) via le col de Sevi, qui a donné son nom à la microrégion et relie cette dernière au Sorro (région de Vico). 
La côte déchiquetée n'offre que peu d'abris à la navigation. Seul un petit port existe, celui de Porto qui est un port de pêche, d'écoles de plongée et d'excursions-promenades en mer. L'anse de Girolata, destination de nombreux bateaux d'excursions-promenades venant depuis Calvi et Ajaccio en période estivale, n'offre qu'un relatif abri aux coups de vent du sud-ouest dominants.

## Les Dui Sevi du P.N.R.C.
Ce territoire est doté :
- de sites exceptionnels tels l'ensemble « Golfe de  Porto - Golfe de Girolata - Calanche de Piana » classé au patrimoine mondial de l'UNESCO, et la Réserve naturelle de Scandola,
- de forêts remarquables de pins laricci tels la forêt d'Aïtone et la forêt de Lonca, et de châtaigniers
- de plusieurs tours génoises du dispositif de défense mis en place par les Génois dès la deuxième partie du XVe siècle

Sept des neuf communes des Deux-Sevi sont adhérentes au Parc naturel régional de Corse dans le « territoire de vie » Deux-Sevi : 
- Cargèse
- 'Cristinacce
- Évisa
- Marignana
- Osani
- Ota
- Serriera

L'habitat est ancien dans l'intérieur, beaucoup plus récent sur le littoral. Les gens tirent leurs ressources principalement du tourisme, de l'agriculture et de la pêche.
La côte qui va de Scandola à Cargèse, abrite une faune et une flore remarquable, tant sur terre, dans les airs que sous-marines. Balbuzards, gypaètes, faucons pèlerins, mouflons, mérou, corail, etc. sont surveillés et protégés.

## Histoire

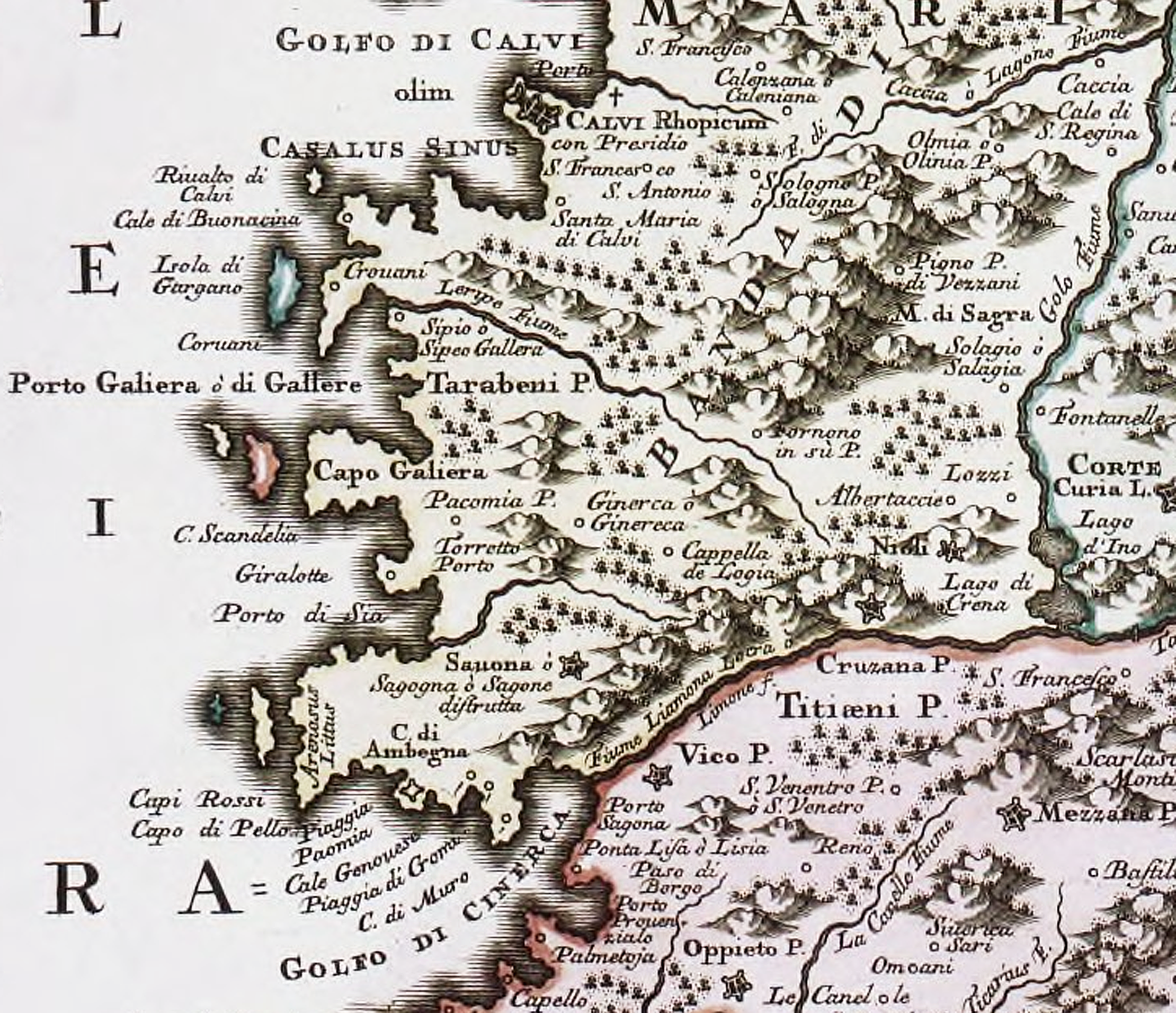
Carte de Seutter (1700-1799)

### Antiquité
Dans sa description de la Corse au IIe siècle de notre ère, Ptolémée mentionne parmi les douze peuples de l'île, les Kerouinoi, établis selon des historiens modernes, dans la haute vallée du Porto... Des  découvertes attestent de l'influence romaine : une stèle romaine avec buste de femme à Piana, des urnes funéraires et des tombes à inhumation à Osani, Ota et Partinello.

### Moyen Âge
Sia était le nom de la pieve représentée par la vallée du Porto, Salogna une pieve qui verra plus tard la construction de Piana, et Paomia . 
Le Sia-Salogna était une région quasi déserte à cause des corsaires. Les Barbaresques y faisaient de fréquentes invasions, razziant, tuant, enlevant des gens pour en faire des esclaves. 
Vers 1520 le seul lieu habité était pour la pieve de Sia, la communauté d'Ota qui comptait environ 250 habitants, et pour le Sevenentro, le Cristinachie, Marignano, Evisa, Taxo, Laragio.
En 1455, les Turcs commencent à razzier les côtes (ils le feront durant environ 3 siècles). Les villages côtiers commencent à être abandonnés. Pour défendre la population, Gênes impose la construction de tours littorales aux frais des pievi et communautés. Sur des pointes du littoral et au fond de certains golfes sont bâties des tours : Fortin de Girolata, Tour de Sia (ou de Porto), Tour de Turghju, Tour d'Orchinu, Tour de Cargèse et Tour d'Omigna. 
Malgré cela, l'église Saint-Jean-Baptiste, probablement du XIIe siècle et qui a constitué au cours du Moyen Âge l'église paroissiale de Paomia, fut dévastée par les incursions répétées des Barbaresques dès la fin du XVe siècle.

### Temps modernes
En 1540 Les Génois conduits par Zannetino Doria neveu d'Andrea Doria, capturent à Girolata Dragut amiral turc et l'un des corsaires les plus célèbres de l'Empire ottoman.
Au début de la deuxième moitié du XVe siècle, l'Office de Saint Georges avait ordonné le dépeuplement de Sia en raison de l'insoumission de ses habitants à la Seigneurie des Leca, et fait brûler maisons et cultures. 
De plus, la faim et la famine des années 1582-1583 avaient dépeuplé 29 communautés de la région parmi lesquelles Paomia, Rivinda et Salognu. 
La population qui avait déserté la pieve au XVIe siècle puis à nouveau, au XVIIe siècle, avait été autorisée par l'Office de Saint Georges à revenir occuper les lieux à la fin du XVIe siècle.

### Époque contemporaine
En 1954 la composition des cantons était :
- Piana, canton avec les communes de Cargèse, Ota et Piana.
- Évisa, canton avec les communes de Cristinacce, Évisa, Marignana, Osani, Partinello, Serriera

Le canton des Deux-Sevi a été créé par décret du 18 août 1973, par la fusion des deux cantons précités, le chef-lieu étant Piana.